# 라티푼디움
라티푼디움(영어: latifundium)이란 ‘광대한 토지’라는 뜻의 라틴어로 고대 로마의 대토지소유제도를 말한다. 라티푼디움은 로마의 영토 확장과 영유지에 대한 처분법에 의해 성립·발전했다. 로마는 영토 확장과 함께 점령한 토지를 국유화하였으나, 유력자가 국유지를 점령, 사유화함으로써 대토지를 소유하게 되었다. 또한 장기간의 전쟁으로 토양이 황폐해지고, 중소토지 소유농민은 오랜 기간의 종군으로 이농하게 되어 그들의 사유지가 유력자에게 넘어가 몰락하였고, 로마는 지중해 세계를 평정하면서 노예공급원을 확보하였다. 기원전 2세기경부터 유력자의 토지겸병의 증가로 노예제에 의해 대규모 경영을 하는 대토지소유제가 크게 확대·발전하자, 그라쿠스 형제의 토지개혁운동이 발발했으나 큰 성과를 이루지 못했다. 이후 전쟁이 끝나 노예공급원이 줄어들어 노예제에 의한 경영이 실효를 얻지 못하자, 라티푼디움 경영은 노예제보다는 자유 소작제 형태로 점차 바뀌었다. 포에니 전쟁 이후 발달한 대농장, 전쟁 노예를 통해 포도, 올리브 등을 재배하였다.

## 같이 보기
- 플랜테이션
- 엔코미엔다
- 카를 카우츠키